# Joachim Lauchs
Joachim Heinrich Ernst Friedrich Lauchs (* 18. September 1943 in Bamberg; † 20. Februar 2017) war ein deutscher Archivar und Autor. Als Archivdirektor im international bedeutenden Bayerischen Hauptstaatsarchiv war er auch dessen stellvertretender Leiter. Sein Werk Baierbrunn: eine Chronik gilt als Standardwerk zur Dorfgeschichte und ist auch hinsichtlich einer Genealogie zum Adelsgeschlecht Baierbrunn mangels Alternativen federführend.

## Leben
Joachim Lauchs wurde in Bamberg geboren und ging in Nürnberg zur Schule (Volksschule und Melanchthon-Gymnasium). Im Winter 1962/63 begann er sein Studium an der Friedrich-Alexander-Universität Erlangen-Nürnberg, wo er 1970, in seinem letzten Studienjahr, auch promovierte. Im Sommer 1965 hatte er ein Semester in Göttingen verweilt, wo seine Fächerwahl auf Theologie und Geschichte, statt wie bisher Geschichte, Germanistik und Politikwissenschaften gefallen war.
Seine von Walther Peter Fuchs betreute Dissertation Bayern und Hessen 1529/1534–1546. Deutsche Fürstenpolitik zwischen Konfession und Libertät. wurde offenbar nicht gedruckt (der Druck befand sich zuletzt um 1980 „noch in Vorbereitung“). Besonderen Blick warf diese Arbeit auf Leonhard von Eck. Edelgard Metzger, die Einblick in das Manuskript erhielt, bewertete es als „quellenkritische Untersuchung […] grundlegend […] für die bayerisch-hessischen Beziehungen“.
Zum 1. Oktober 1970 begann Lauchs als Referendar im höheren Archivdienst zu arbeiten, zum 16. Juli 1973 wurde er „zum Archivrat z. A. beim Bayerischen Hauptstaatsarchiv unter Berufung in das Beamtenverhältnis auf Probe“ ernannt. Er arbeitete nun in den Abteilungen I und II (Ältere Bestände und Neuere Bestände), später nur noch mit den Ministerialakten des Königreichs und des Freistaates Bayern in den neueren Beständen.
1976 wurde seine Anstellung zum Beamtenverhältnis auf Lebenszeit verbessert. Februar 1980 wurde er Archivoberrat, seit 1982 leitete er stellvertretend die Abteilung II Neuere Bestände. 1997 wurde er erster Leiter der Abteilung V Nachlässe und Sammlungen und 1999 zum Archivdirektor ernannt.
Am 1. Februar 2005 wurde ihm die kommissarische Vertretung der Leitung des Hauptstaatsarchivs anvertraut und am 1. März die ständige Vertretung.
Lauchs beschäftigte sich nun hauptsächlich mit Verbandsschriftgut (Abteilung V) aber auch noch mit den Nachlässen (Abteilung II). Auch war er beteiligt an der Ausbildung der Referendare und Referendarinnen der bayrischen Archivschule bzw. der Ausbildung des gehobenen Archivdienstes an der bayerischen Beamtenfachschule, wobei er modernes Registraturgut organisierte und Dokumente des Ministeriums bewertete.
Am 30. September 2008 ging Lauchs in den Ruhestand. Margit Ksoll-Marcon, seine damalige Kollegin am Hauptstaatsarchiv, beschrieb Lauchs als geradlinig, zuverlässig und hilfsbereit. Er habe ein breites historisches und allgemeines Wissen gehabt.

## Monographien
- Baierbrunn: eine Chronik. Baierbrunn 1988, ISBN 978-3-927216-00-6
- Bayern und die deutschen Protestanten: 1534–1546; deutsche Fürstenpolitik zwischen Konfession und Libertät. Neustadt a. d. Aisch 1978, ISBN 978-3-7686-9045-4
- Die Bayerische Volkspartei. Konservativer Patriotismus zwischen den Revolutionen. München 1977. OCLC 300200975
- Bayerische Archivschule (Hrsg.): Nürnberg und Böhmen am Beginn des 14. Jahrhunderts und in der Zeit Karls IV. München 1972.